# ريتشارد نايت
ريتشارد نايت (بالإنجليزية: Richard Knight)‏ (3 أغسطس 1979 في المملكة المتحدة - ) هو لاعب كرة قدم بريطاني في مركز حراسة المرمى. لعب مع أكسفورد يونايتد وبرمنغهام سيتي وديربي كاونتي وكولتشستر يونايتد وماكليسفيلد تاون ونادي بيرتن ألبيون ونادي كارلايل يونايتد وهال سيتي ونادي كيترينغ تاون وStamford A.F.C. ‏ وBrackley Town F.C. ‏ ونادي كامبريدج ستي وأكسفورد سيتي وديكوت تاون ‏.

## وصلات خارجية
- ريتشارد نايت على موقع قاعدة بيانات كرة القدم.إي يو (الإنجليزية)
- ريتشارد نايت على موقع Soccerbase.com (لاعب) (الإنجليزية)